# Rinconada de Silincho
Rinconada de Silincho es un caserío peruano ubicado en el distrito de Frías, perteneciente a la provincia de Ayabaca del departamento de Piura, al norte del Perú.

## Ubicación
Rinconada de Silincho se ubica al suroeste de la provincia de Ayabaca, en el distrito de Frías, en el departamento de Piura.

## Demografía
En 2017 Rinconada de Silincho tenía una población de 88 habitantes.
| Gráfica de evolución demográfica de Rinconada de Silincho entre 1993 y 2017 |
|                                                                             |
| Fuentes: Población 1993 y 2017                                              |